# Saison 2011 de l'équipe cycliste Europcar
La saison 2011 de l'équipe cycliste Europcar est la douzième dirigée par Jean-René Bernaudeau tous sponsors confondus, la première avec ce sponsor. L'équipe est comme en 2010 une équipe continentale professionnelle. En tant que telle, l'équipe peut participer aux différentes courses des circuits continentaux de cyclisme. Elle est admissible aux épreuves de l'UCI World Tour sur invitations des organisateurs des courses.
L'équipe Europcar remporte 21 victoires durant l'année 2011. Thomas Voeckler avec ses huit succès est le principal contributeur de ces résultats. Voeckler anime également le Tour de France dont il porte le maillot jaune de nombreux jours avant de finir quatrième du classement général. Pierre Rolland remporte lui, une étape qui se termine au sommet de L'Alpe d'Huez ainsi que le maillot blanc de meilleur jeune.
Thomas Voeckler est le meilleur coureur de l'équipe au classement individuel de l'UCI Europe Tour avec sa cinquième place. Europcar est huitième du classement par équipes.

## Préparation de la saison 2011

### Arrivées et départs
| Arrivées           | Équipe 2010              |
| ------------------ | ------------------------ |
| Sébastien Chavanel | FDJ                      |
| Jérôme Cousin      | Vendée U                 |
| Tony Hurel         | Vendée U                 |
| Christophe Kern    | Cofidis                  |
| Kévin Réza         | Vendée U                 |
| David Veilleux     | Kelly Benefit Strategies |

| Départs          | Équipe 2011              |
| ---------------- | ------------------------ |
| Freddy Bichot    | Véranda Rideau Sarthe 72 |
| William Bonnet   | FDJ                      |
| Steve Chainel    | FDJ                      |
| Pierrick Fédrigo | FDJ                      |
| Laurent Lefèvre  | retraite                 |
| Matthieu Sprick  | Skil-Shimano             |
| Yury Trofimov    | Katusha                  |
| Johann Tschopp   | BMC Racing               |
| Nicolas Vogondy  | Cofidis                  |

## Déroulement de la saison
La saison de l'équipe Europcar démarre par sa présentation le 13 janvier 2011 aux studios Gabriel à Paris. Le maillot du nouveau sponsor est dévoilé et les couleurs sont le vert et le noir.

## Coureurs et encadrement technique

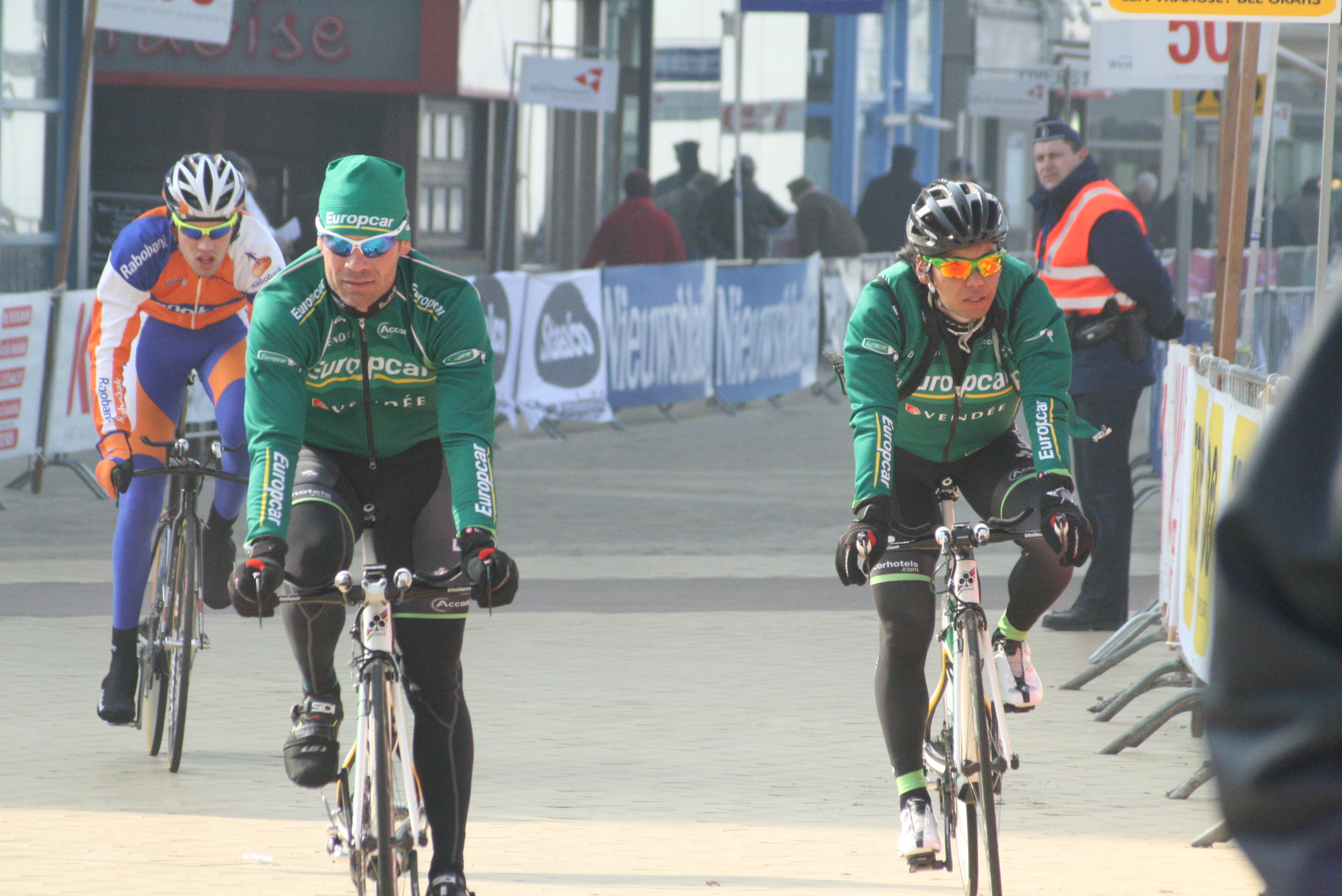
Franck Bouyer et Yukiya Arashiro.

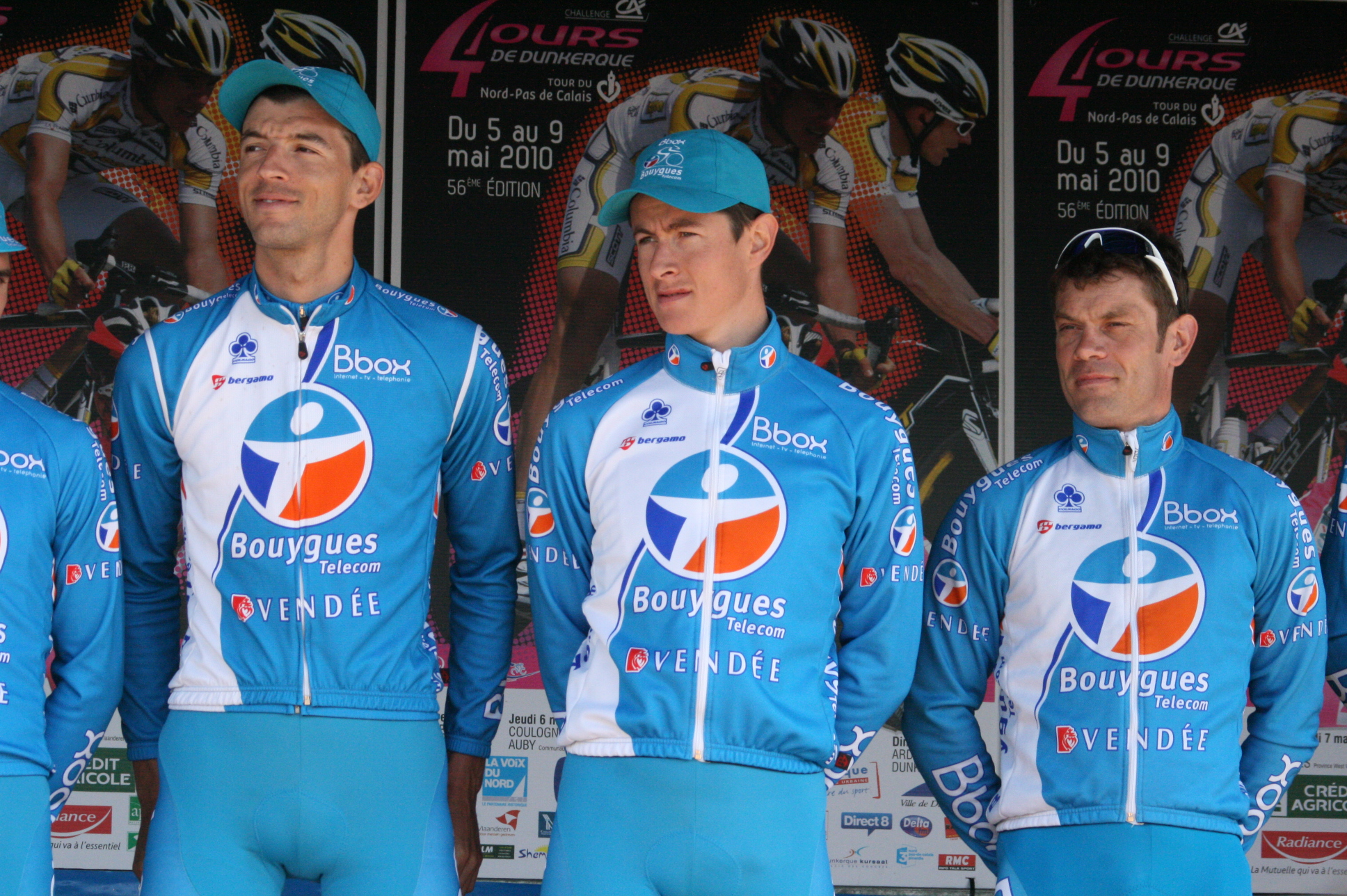
Saïd Haddou, Alexandre Pichot et Franck Bouyer.

### Effectif
| Effectif 2011                                | Effectif 2011     | Effectif 2011 | Effectif 2011                      |
| Cycliste                                     | Date de naissance | Pays          | Équipe précédente                  |
| -------------------------------------------- | ----------------- | ------------- | ---------------------------------- |
| Yukiya Arashiro                              | 22 septembre 1984 | Japon         | Meitan Hompo-GDR (2008)            |
| Giovanni Bernaudeau                          | 25 août 1983      | France        | Vendée U-Pays de la Loire (2004)   |
| Franck Bouyer                                | 17 mars 1974      | France        | La Française des jeux (1999)       |
| Anthony Charteau                             | 4 juin 1979       | France        | Caisse d'Épargne (2009)            |
| Sébastien Chavanel                           | 21 mars 1981      | France        | FDJ (2010)                         |
| Mathieu Claude                               | 17 mars 1983      | France        | Vendée U-Pays de la Loire (2004)   |
| Jérôme Cousin                                | 5 juin 1989       | France        | Vendée U (2010)                    |
| Damien Gaudin                                | 20 août 1986      | France        | Vendée U (2007)                    |
| Cyril Gautier                                | 26 septembre 1987 | France        | Bretagne-Armor Lux (2008)          |
| Yohann Gène                                  | 25 juin 1981      | France        | Vendée U-Pays de la Loire (2004)   |
| Saïd Haddou                                  | 23 novembre 1982  | France        | Auber 93 (2006)                    |
| Tony Hurel                                   | 1 novembre 1987   | France        | Vendée U (2010)                    |
| Vincent Jérôme                               | 26 novembre 1984  | France        | Vendée U-Pays de la Loire (2005)   |
| Christophe Kern                              | 18 janvier 1981   | France        | Cofidis, le Crédit en Ligne (2010) |
| Guillaume Le Floch                           | 16 février 1985   | France        | Bretagne-Armor Lux (2008)          |
| Alexandre Pichot                             | 6 janvier 1983    | France        | Vendée U-Pays de la Loire (2005)   |
| Perrig Quéméneur                             | 26 avril 1984     | France        | Vendée U (2007)                    |
| Kévin Réza                                   | 18 mai 1988       | France        | Vendée U (2010)                    |
| Pierre Rolland                               | 10 octobre 1986   | France        | Crédit Agricole (2008)             |
| Sébastien Turgot                             | 11 avril 1984     | France        | Vendée U (2007)                    |
| David Veilleux                               | 26 novembre 1987  | Canada        | Kelly Benefit Strategies (2010)    |
| Thomas Voeckler                              | 22 juin 1979      | France        | Vendée U-Pays de la Loire (2000)   |
| Morgan Lamoisson (1 août–31 déc., stagiaire) | 7 septembre 1988  | France        |                                    |
| Yann Moritz (1 août–1 déc., stagiaire)       | 20 septembre 1988 | France        |                                    |
| Bryan Nauleau (1 août–31 déc., stagiaire)    | 13 mars 1988      | France        | Vendée U (2011)                    |
|                                              |                   |               |                                    |
| Source : ProCyclingStats                     |                   |               |                                    |

## Bilan de la saison

### Victoires
| Date       | Course                                           | Pays           | Classe | Vainqueur          |
| ---------- | ------------------------------------------------ | -------------- | ------ | ------------------ |
| 26/01/2011 | 2e étape de la Tropicale Amissa Bongo            | Gabon          | 2.1    | Yohann Gène        |
| 29/01/2011 | 5e étape de la Tropicale Amissa Bongo            | Gabon          | 2.1    | Yohann Gène        |
| 30/01/2011 | Classement général de la Tropicale Amissa Bongo  | Gabon          | 2.1    | Anthony Charteau   |
| 06/02/2011 | 5e étape de l'Étoile de Bessèges                 | France         | 2.1    | Saïd Haddou        |
| 09/02/2011 | 1re étape du Tour méditerranéen                  | France         | 2.1    | Thomas Voeckler    |
| 20/02/2011 | Classement général du Tour du Haut-Var           | France         | 2.1    | Thomas Voeckler    |
| 22/02/2011 | 3e étape du Tour d'Afrique du Sud                | Afrique du Sud | 2.2    | Yohann Gène        |
| 09/03/2011 | 4e étape de Paris-Nice                           | France         | WT     | Thomas Voeckler    |
| 13/03/2011 | 8e étape de Paris-Nice                           | France         | WT     | Thomas Voeckler    |
| 20/03/2011 | Cholet-Pays de Loire                             | France         | 1.1    | Thomas Voeckler    |
| 20/03/2011 | Roue tourangelle                                 | France         | 1.2    | David Veilleux     |
| 17/04/2011 | Tro Bro Leon                                     | France         | 1.1    | Vincent Jérôme     |
| 20/04/2011 | 2e étape du Tour du Trentin                      | Italie         | 2.HC   | Thomas Voeckler    |
| 07/05/2011 | 4e étape des Quatre Jours de Dunkerque           | France         | 2.HC   | Thomas Voeckler    |
| 08/05/2011 | Classement général des Quatre Jours de Dunkerque | France         | 2.HC   | Thomas Voeckler    |
| 19/05/2011 | 2e étape du Circuit de Lorraine                  | France         | 2.1    | Sébastien Chavanel |
| 10/06/2011 | 5e étape du Critérium du Dauphiné                | France         | WT     | Christophe Kern    |
| 16/06/2011 | Prologue des Boucles de la Mayenne               | France         | 2.2    | Sébastien Turgot   |
| 17/06/2011 | 2e étape de la Route du Sud                      | France         | 2.1    | Anthony Charteau   |
| 23/06/2011 | Championnat de France du contre-la-montre        | France         | CN     | Christophe Kern    |
| 22/07/2011 | 19e étape du Tour de France                      | France         | WT     | Pierre Rolland     |

### Résultats sur les courses majeures
Les tableaux suivants représentent les résultats de l'équipe dans les principales courses du calendrier international dans lesquelles l'équipe bénéficie d'une invitation (trois des cinq classiques majeures et le Tour de France). Pour chaque épreuve est indiqué le meilleur coureur de l'équipe, son classement ainsi que les accessits glanés par Europcar sur les courses de trois semaines.

#### Classiques
| Classique            | Milan-San Remo | Tour des Flandres     | Paris-Roubaix       | Liège-Bastogne-Liège | Tour de Lombardie    |
| -------------------- | -------------- | --------------------- | ------------------- | -------------------- | -------------------- |
| Coureur (classement) | Non invitée    | Thomas Voeckler (28e) | Damien Gaudin (16e) | Non invitée          | Aucun coureur classé |

#### Grands tours
| Grand tour           | Tour d'Italie | Tour de France                                                      | Tour d'Espagne |
| -------------------- | ------------- | ------------------------------------------------------------------- | -------------- |
| Coureur (classement) | Non invitée   | Thomas Voeckler (4e)                                                | Non invitée    |
| Accessits            |               | 1 victoire d'étape et classement du meilleur jeune (Pierre Rolland) |                |

### Classements UCI

#### UCI Africa Tour
L'équipe Europcar termine à la deuxième place de l'Africa Tour avec 150 points. Ce total est obtenu par l'addition des points des huit meilleurs coureurs de l'équipe au classement individuel, cependant seuls six coureurs sont classés,.
| Rang | Coureur             | Points |
| ---- | ------------------- | ------ |
| 8    | Anthony Charteau    | 112    |
| 25   | Yohann Gène         | 51     |
| 96   | Perrig Quéméneur    | 12     |
| 104  | Giovanni Bernaudeau | 11     |
| 154  | Mathieu Claude      | 6      |
| 157  | Kévin Réza          | 5      |

#### UCI America Tour
L'équipe Europcar termine à la quarante-et-unième place de l'America Tour avec 2 points. Ce total est obtenu par l'addition des points des huit meilleurs coureurs de l'équipe au classement individuel, cependant seul un coureur est classé,.
| Rang | Coureur        | Points |
| ---- | -------------- | ------ |
| 382  | David Veilleux | 2      |

#### UCI Asia Tour
L'équipe Europcar termine à la quatorzième place de l'Asia Tour avec 192 points. Ce total est obtenu par l'addition des points des huit meilleurs coureurs de l'équipe au classement individuel, cependant seuls trois coureurs sont classés,.
| Rang | Coureur          | Points |
| ---- | ---------------- | ------ |
| 7    | Yukiya Arashiro  | 172    |
| 170  | Perrig Quéméneur | 14     |
| 272  | Pierre Rolland   | 6      |

#### UCI Europe Tour
L'équipe Europcar termine à la huitième place de l'Europe Tour avec 1 155 points. Ce total est obtenu par l'addition des points des huit meilleurs coureurs de l'équipe au classement individuel,.
| Rang  | Coureur             | Points |
| ----- | ------------------- | ------ |
| 5     | Thomas Voeckler     | 518    |
| 97    | Sébastien Chavanel  | 129    |
| 131   | Cyril Gautier       | 108    |
| 171   | Vincent Jérôme      | 90     |
| 178   | Pierre Rolland      | 89     |
| 181   | Anthony Charteau    | 88     |
| 235   | Damien Gaudin       | 67     |
| 238   | Sébastien Turgot    | 66     |
| 299   | Saïd Haddou         | 54     |
| 325   | David Veilleux      | 48     |
| 416   | Yukiya Arashiro     | 39     |
| 428   | Perrig Quéméneur    | 37     |
| 598   | Jérôme Cousin       | 22     |
| 617   | Christophe Kern     | 20     |
| 787   | Yohann Gène         | 12     |
| 807   | Tony Hurel          | 11     |
| 816   | Alexandre Pichot    | 11     |
| 853   | Guillaume Le Floch  | 10     |
| 858   | Giovanni Bernaudeau | 10     |
| 1 050 | Franck Bouyer       | 6      |
| 1 054 | Mathieu Claude      | 6      |
| 1 087 | Kévin Réza          | 5      |